# Fabio Vacchi

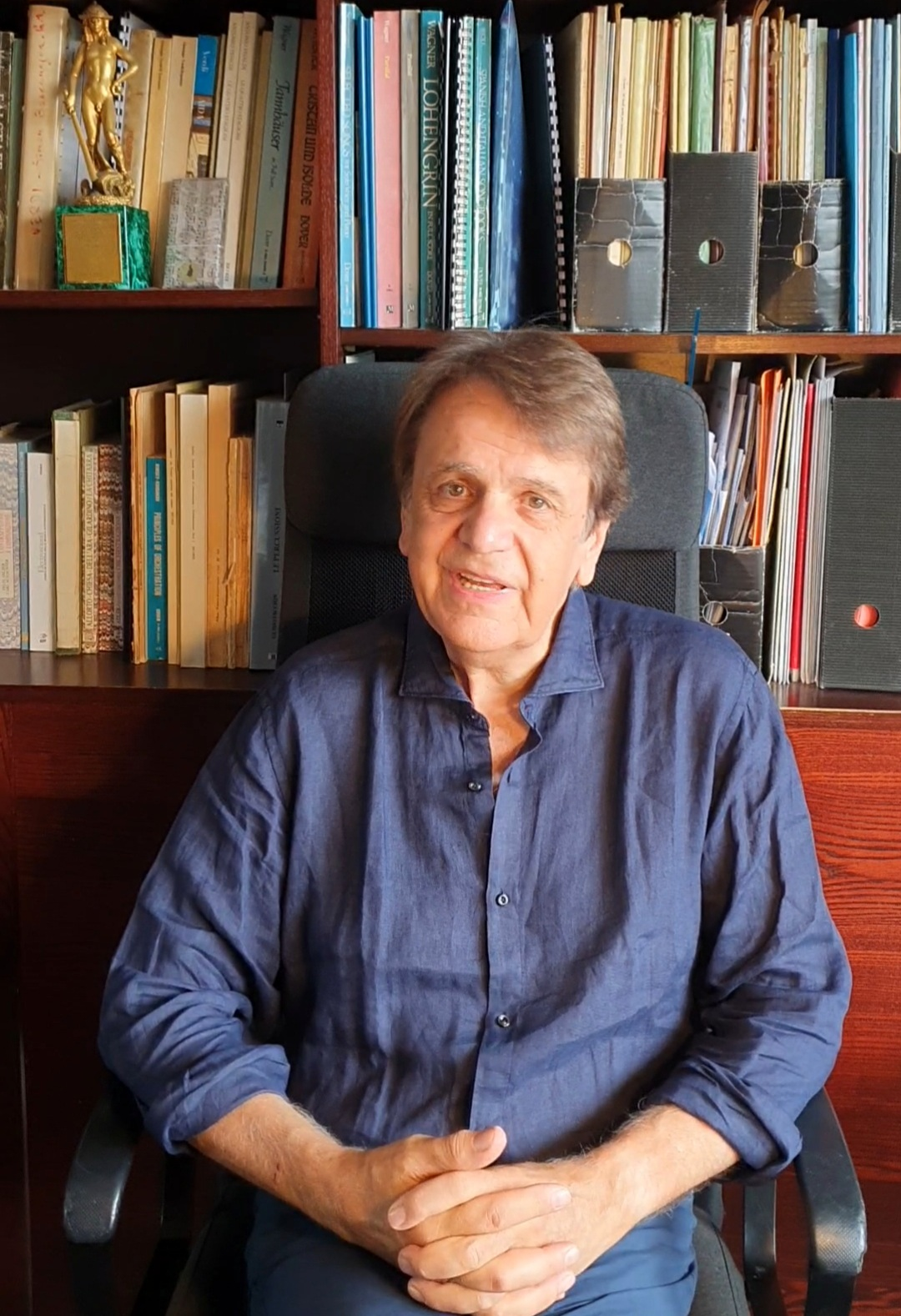
Fabio Vacchi

Fabio Vacchi (Bologna, 19 februari 1949) is een Italiaans componist van (moderne) klassieke muziek.
- Biblioteca Nacional de España: XX4842591
- Bibliothèque nationale de France: cb12573722q (data)
- Gemeinsame Normdatei: 103785906
- International Standard Name Identifier: 0000 0000 8388 8228
- Library of Congress Control Number: nr91029052
- Nationale Bibliotheek van Tsjechië: xx0186230
- Istituto Centrale per il Catalogo Unico: LO1V133569
- Système universitaire de documentation: 071464964
- Virtual International Authority File: 64123640
- WorldCat: E39PBJqvWcPQcVXyJ9TCJdt9Xd